# Palazzi di Salerno

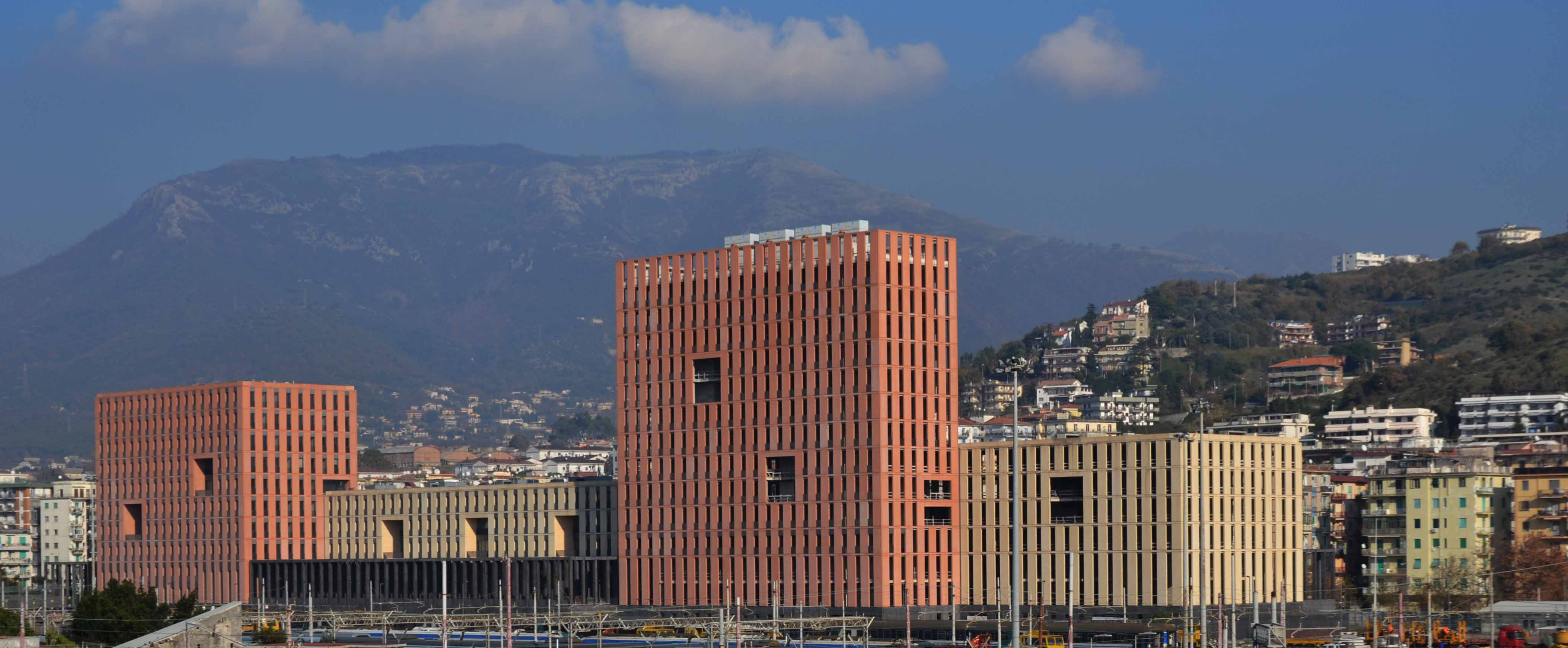
Il maggiore dei sei palazzi della Cittadella Giudiziaria viene anche soprannominato il "Grattacielo di Salerno" coi suoi quasi 20 piani

I Palazzi di Salerno sono concentrati nell'area intorno al Centro Storico ed alcuni  risalgono al Medioevo longobardo.
Elenco dei palazzi e delle ville di Salerno.

## Elenco per epoca

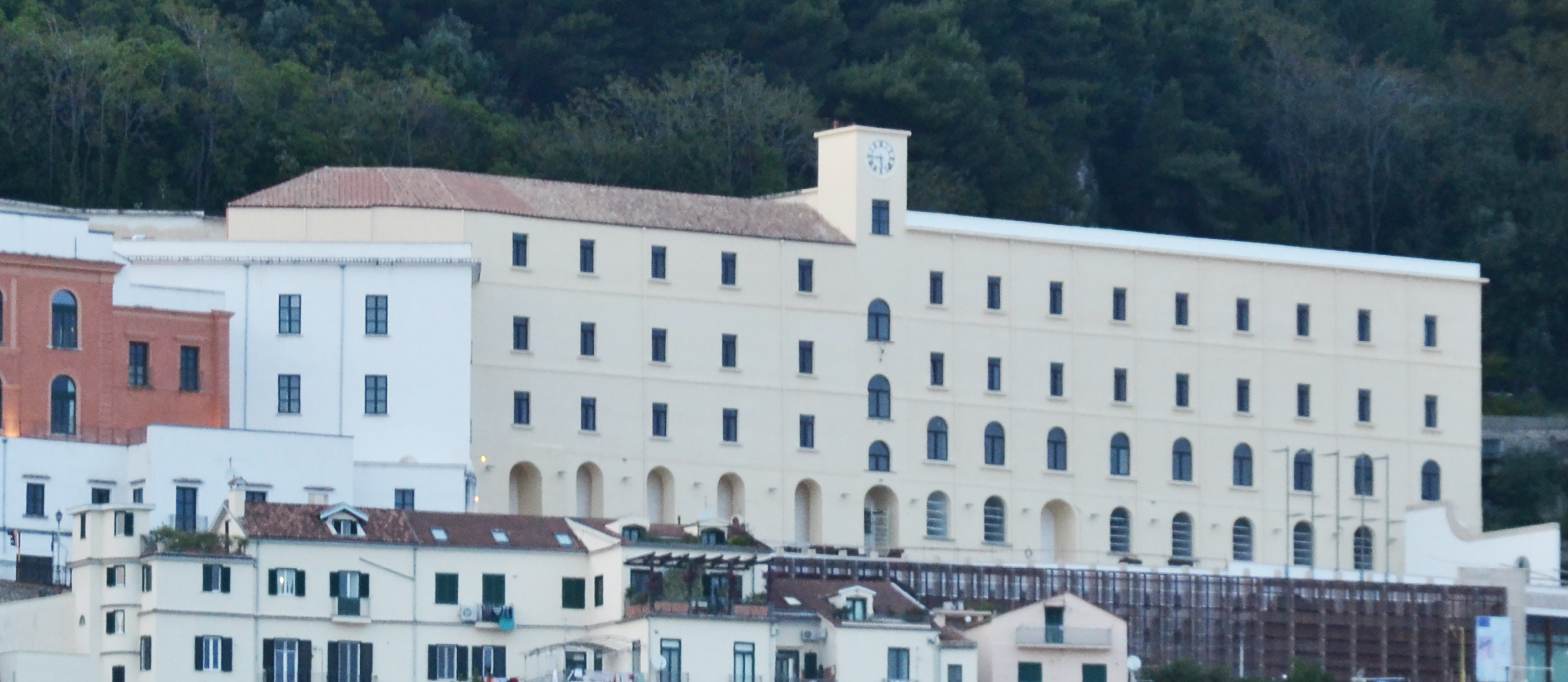
Palazzo Martucci, sede del Conservatorio musicale salernitano

### Palazzi risalenti all'anno mille o precedenti
- Castel Terracena
- Palazzo San Massimo
- Convitto nazionale Torquato Tasso
- Palazzo Pernigotti

### Palazzi medioevali
- Palazzo del Conservatorio musicale
- Palazzo Fruscione
- Palazzo Sant'Agostino
- Archivio di Stato

### Palazzi quattrocenteschi
- Palazzo Morese
- Palazzo Fiore Santamaria

### Palazzi cinquecenteschi

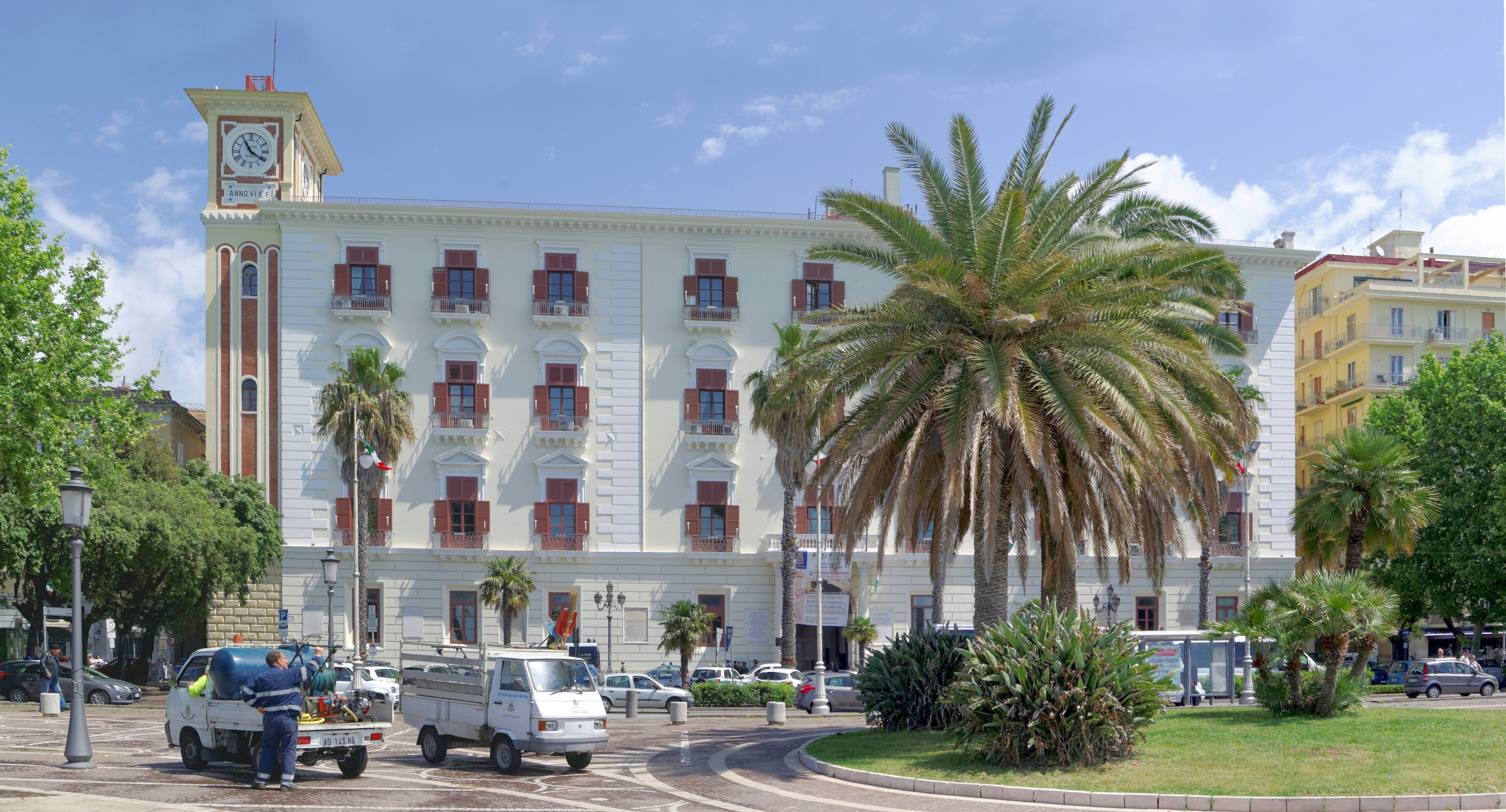
Il Palazzo Sant'Agostino funziona come sede dell'amministrazione centrale della "Provincia di Salerno"

- Palazzo Lauro Grotto
- Palazzo Pinto
- Palazzo Ruggi d'Aragona
- Ex Seminario Arcivescovile
- Palazzo Bottiglieri

### Palazzi seicenteschi
- Palazzo d'Avossa
- Palazzo Carrara
- Palazzo De Ruggiero
- Palazzo Luciani

### Palazzi settecenteschi
- Palazzo Conforti
- Palazzo Copeta
- Palazzo Genovese
- Palazzo Mancuso
- Palazzo Pedace

### Palazzi ottocenteschi
- Villa Carrara
- Teatro Verdi
- Teatro Pacini
- Villa Tisi

### Palazzi novecenteschi
- Palazzo  D'Alessandro
- Palazzo di Città
- Palazzo della Camera di commercio
- Palazzo del Tribunale
- Palazzo Barone
- Palazzo Natella
- Palazzo Edilizia
- Palazzo Santoro
- Palazzo D'Ambrosio (ex-SITA)
- Palazzo D'Agostino
- Palazzo delle Poste
- Palazzo della Prefettura
- Liceo ginnasio Torquato Tasso
- Casa del Combattente
- Mercato del pesce
- Villaggio marino-sanatoriale
- Ex seminario regionale Pio XI
- Casa del Balilla
- Biblioteca Provinciale

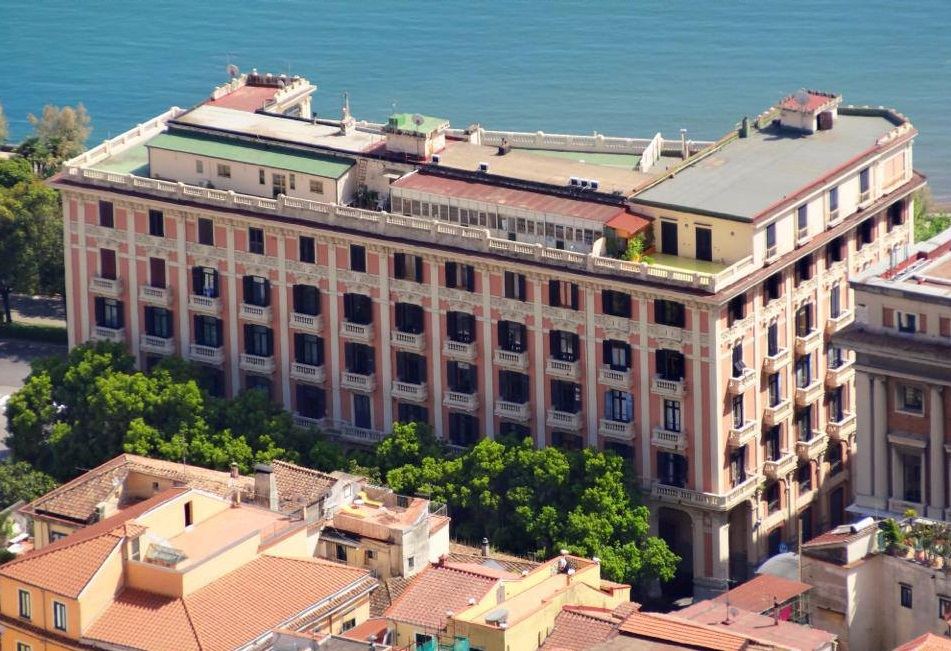
Il Palazzo Natella si affaccia sul Lungomare di Salerno

- Ospedali Riuniti San Giovanni di Dio e Ruggi d'Aragona
- Ex sanatorio antitubercolare

### Palazzi moderni

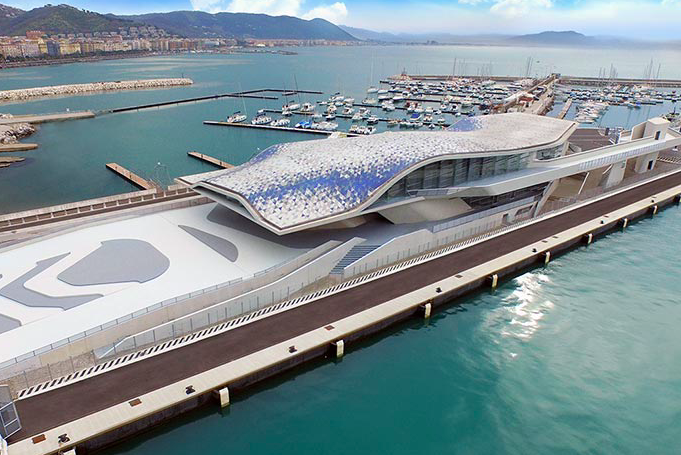
La Stazione marittima, ideata dall'architetto Zaha Hadid

- Cittadella Giudiziaria
- Stazione Marittima
- Crescent